# مقهى الروضة (حمص)
مقهى الروضة الأثري أشهر مقاهي حمص وأحد رموزها التراثية والثقافية بُني عام 1922 وما زال قائما حتى اليوم.

## الموقع
يقع مقهى الروضة في ساحة جمال عبد الناصر أو كما تعرف شعبيا (ساحة الساعة الجديدة)، على طريق شارع شكري القوتلي الواصل بين مركز المدينة وشارع الدبلان، بجوار عدد من المراكز المهمة والشهيرة في حمص (مسرح الكندي)، (متحف حمص)، (مقهى الفرح) وغيرها.

## التاريخ
كانت الأرض عبارة عن منتزه عام يمتد بين شارع أبو العوف وشارع القوتلي، فقام رئيس ديوان البلدية آنذاك محمد إبراهيم الأتاسي بالاستيلاء على الأرض لإقامة دار أوبرا، وكان ذاك عام 1922. وقسمه لقسمين صيفي وشتوي، وكان القسم الشتوي يشكل المسرح ودار الأوبرا. ليتم لاحقاً بناء مسرح حمص الذي تحول حديثاً إلى سينما الكندي.

## وصف المقهى
قام محمد الأتاسي ببناء المقهى وفق مخططات إيطالية، تقسم البناء إلى ثلاثة أقسام: صيفي وشتوي ورصيف (تراس).
- القسم الصيفي: يتكون من عدد من البحيرات الصغيرة ونوافير المياه، وأشجار كثيفة، وطاولات متعددة.
- القسم الشتوي: وفقاً للمخطط المفترض فالقسم الشتوي كان مسرحا ودار أوبرا، وما زالت أقسامه وطراز البناء يشهد على ذلك، من وجود شرفة صغيرة على الحائط الشرقي، و (بنوار) أو (شرفة كبيرة) تطل على المسرح. ويمتاز مقهى الروضة الشتوي بالأدراج والسلالم الرخامية والشرفات التي أخذت شكل نصف قوس، والنوافذ والمشربيات والأقواس القوطية العربية وغيرها من البصمات الحرفية الفنية والجمالية.[3]
- الرصيف (التراس): على غرار المقاهي الأوربية كان من المفترض وجود تراس خارجي على الرصيف العريض، ولكن تم إحاطة المقهى بسور ولم يتم تفعيل مقهى الرصيف، ويميز الرصيف العريض مقهى الروضة عن باقي المباني ذات الأرصفة الضيقة.

## الخدمات
يقدم المقهى خدمات عديدة في قسميه الصيفي والشتوي، من مأكولات ومشروبات، ويتميز بشهرة تقديمه للقهوة. إضافة للترفيه (ورق لعب وطاولة النرد وغيرها).

## أحداث من تاريخ المقهى
- حفل غنائي للمطرب محمد عبد الوهاب في شهر تموز/يوليو عام (1930)، برفقة المطرب محمد عبد المطلب.[4]
- أغلقته سلطات الانتداب الفرنسي عدة مرات.
- وصفي القرنفلي الذي أتخذ من طاولته في المقهى صالونا أدبياً.
- على مسرح الروضة أقام العديد من الفنانين المشاهير مسرحياتهم وأعمالهم الفنية كـ«يوسف وهبي» و«إسماعيل ياسين» و«نجيب الريحاني» و«بشارة واكيم» و«صباح» و«نجاح سلام» وغيرهم.[5]
- ألقى عمر أبو ريشة قصيدته الميمية المشهورة (امتي هل لك بين الامم..).[6]
- زاره طه حسين وفقا للاستاذ فيصل شيخاني عام 1947 .[6]
- التمهيد لثورة الثامن من آذار 1963 في حمص.
- تعرض المقهى للتخريب خلال الحرب في حمص (2011-2014) ما تسبب بتخريب نوافذه وواجهة المبنى، ليعاد ترميمه وافتتاحه عام 2015.[7]